# Bohoduchiv
Bohoduchiv (in ucraino Богодухів?; in russo Богодухов?, Bogoduchov)  è una città dell'Ucraina, nel distretto di Bohoduchiv, nell'oblast' di Charkiv. Ospita l'amministrazione del distretto di Bohoduchiv e della comunità territoriale di Bohoduchiv, una delle comunità territoriali dell'Ucraina. Nel 2022 aveva una popolazione di 14 624 abitanti.
Nell'agosto 1943 fu teatro di violente battaglie tra carri armati tedeschi e sovietici durante la quarta battaglia di Char'kov, nella seconda guerra mondiale, che si conclusero con pesanti perdite per entrambe le parti e la sconfitta finale tedesca.